# 田名部生来
田名部生來（日语：田名部 生来，1992年12月2日—）是日本女藝人，為女子偶像團體AKB48 Team B前成員，滋贺县近江八幡市出身。

## 来历
- 2006年12月3日、在AKB48 第3期追加成员选秀会中合格。
- 自2007年4月8日至2010年4月16日，在AKB48剧场作为旧teamB的一员、自2010年3月12日起作为teamK的一员参加公演。
- 2009年8月23日舉行的AKB104选拔成员组阁祭的夜間公演時宣布，自2010年起移籍至Team K（自2010年3月12日起正式以K組成員身份開始活動）。
- 在2010年3月25日舉行的『AKB48满座祭希望 横滨Arena演唱会』夜公演上，發表了她將移籍至Mousa事務所的消息。2010年4月22日，在该事务所官网上正式发表了所属消息。
- 2011年4月18日由Mousa事務所內成員田名部生來、仲谷明香、內田真由美、中田千智4人所組成的新節目「PigooRadio〜Mousa」開始播放。
- 2011年8月30日擔任滋賀県警察本部第一代「滋賀県交通安全大使」（任期1年間）[1]。
- 2011年9月14日、以斎藤惇夫的兒童文學作品《冒險者 2: 決戰夢見島—拚三郎與十五個勇士朋友》（動畫《小老鼠歷險記》的原作）中而誕生的新組合「BABY GAMBA」以角色扮演的形式與仲谷明香一起歌唱舞蹈，並發行DVD單曲「不是很好嘛」[2][3]。
- 2012年8月6日、所擔任的「滋賀県交通安全大使」延長任期（任期未定）。[4]。
- 2012年8月24日，「AKB48 in TOKYO DOME ～1830m的夢想～」演唱會第一天中，宣布預定移籍至Team B[5]。
- 2012年11月1日，新體制開始移籍到Team B。
- 2013年2月7日 - 2月10日，演出舞台劇「鐵道員」[6]。
- 2014年2月24日，於「AKB48集團大組閣祭」中宣布留任Team B[7]。
- 2014年6月7日，於「AKB48第37張單曲選拔總選舉」中獲得11,041票，得第71位，首次進入圈內，並成為Upcoming Girls一員[8]。
- 2015年4月30日，與Mousa事務所約滿離開公司。
- 2015年5月2日，於Google+發表將重回AKS事務所的消息。
- 2016年10月10日於神戶的AKB48 第七回猜拳大賽奪得冠軍。
- 2017年4月8日，在AKB48劇場3期生10周年公演中宣布畢業，並於6月26日於AKB劇場舉行卒業公演。

## 人物
- 與AKB48Team B的石田晴香是同一天生日。
- 公認為動畫宅，特別喜歡新世纪福音战士和灌篮高手。
- 最喜歡的漫畫是大飯桶(ドカベン)。
- 自我介紹詞是「热情小心着火、要锁定你的心，我是昵称たなみん的田名部生来」；曾用自我介紹詞是「我叫田名部生来，我是Jumbo」。
- 在AKB歌劇団「∞·Infinity」中出演女仆的角色，初次挑戰舞台剧。
- 在2009年11月12日播出的、由33位成员共同出演的森田一义时间 笑一笑又何妨！节目中，在「テレフォンショッキング」單元里，当塔摩利讓成員們依次自我介紹并回答自己喜歡的漢字2字時，她的回答是“畜生”。
- 將來的夢想是“連動作片也能勝任的女演員”和“模特兒”。
- 受到K-ON！輕音部的影響，買了劇中主角唯所持有的Gibson Les Paul吉他。
- 在部落格上有着将母亲叫做「悦子」、父亲叫做「たんこぶ」、姐姐叫做「レイ」的独特称呼。
- 与多田愛佳、仲谷明香、渡辺麻友组成了名为「ヲタ4」的小团体，並多次於AKB48演唱會中，擔任中場MC，內容都是在聊動漫。

## 参加的歌曲

### 单曲CD选拔曲
| 單曲                                                       | 專輯               | 曲目                   | 名義                  |
| ---------------------------------------------------------- | ------------------ | ---------------------- | --------------------- |
| 2008年〔6月13日下載版、10月22日發售〕                      |                    |                        |                       |
| 9th                                                        | Baby! Baby! Baby!  | 初日                   | Team B                |
| 10th                                                       | 大聲鑽石           | 大聲鑽石               | Team B                |
| 2009年〔10月21日發售〕                                     |                    |                        |                       |
| 14th                                                       | RIVER              | 飛機雲                 | Theater Girls         |
| 2010年〔5月26日、10月27日、12月8日發售〕                   |                    |                        |                       |
| 16th                                                       | 馬尾與髮圈         | 我的YELL               | Theater Girls         |
| 18th                                                       | Beginner           | 哭泣的場所             | DIVA                  |
| 19th                                                       | 機會的順序         | 機會的順序 ALIVE       | 猜拳選拔第12名 Team K |
| 2011年〔2月16日、5月25日、10月26日、12月7日發售〕          |                    |                        |                       |
| 20th                                                       | 變成櫻花樹         | K區域                  | DIVA                  |
| 21st                                                       | Everyday、髮箍     | 人的力量               | Under Girls           |
| 23rd                                                       | 風正在吹           | Vamos                  | Under Girls 薔薇組    |
| 24th                                                       | 崇尚麻里子         | 零和太陽               | Team K                |
| 2012年〔2月15日、5月23日、8月29日、10月31日、12月5日發售〕 |                    |                        |                       |
| 25th                                                       | GIVE ME FIVE!      | 榮格和佛洛伊德的情況   | Special Girls C       |
| 26th                                                       | 仲夏的Sounds good! | Gugutasu的天空         |                       |
| 27th                                                       | 格子花紋           | 那一天的風鈴           | Waiting Girls         |
| 28th                                                       | UZA                | 不是正義使者的英雄     | Team B                |
| 29th                                                       | 永遠的壓力         | 我們的Reason           |                       |
| 2013年〔2月20日、5月22日、10月30日發售〕                   |                    |                        |                       |
| 30th                                                       | So long !          | 怎麼會在那裡踩到狗屎？ | 梅田Team B            |
| 31st                                                       | 再見自由式         | 浪漫手槍               | Team B                |
| 33rd                                                       | 真心電流           | Tiny T-shirt           | Team B                |

### 参加的組合曲
AKB48 teamB 1st Stage「青春女孩」公演
1. 放浪之夏

AKB48 teamB 2nd Stage「想见你」公演
1. 沙灘的櫻桃

teamB 3rd Stage「睡衣兜风」
1. 鏡の中のジャンヌ?ダルク

teamB 4th Stage「偶像的黎明」
1. 心愛的娜塔莎

AKB48 in 剧场G-Rosso 「不要让梦想死去」公演
1. 記憶的兩難

※野呂佳代・野中美乡的替补
teamK 6th Stage「RESET」
1. 為了明天而接吻

## 演出

### 綜藝節目
- AKB48+10!（2007年10月2日·11月4日·2008年1月1日·2月3日·4月5日 - 8月2日·2009年1月3日·4月4日·9月5日 、Enter371）
- AKB1時59分！（2008年1月31日、日本電視台）
- すイエんサー（2009年4月7日·6月16日·9月15日、2010年3月16日、NHK教育）
- AKBINGO!（2009年7月22日 - 8月5日·12日·9月16日、不定期演出、日本电视台）
- 笑笑又何妨！（2009年11月12日、富士電視台）
- 周刊AKB（2009年12月18日·25日、2010年3月5日·4月2日、2012年7月27日、不定期演出 、東京電視台）
- SMAP×SMAP（2010年1月4日、富士電視台）
- PigooRadio〜Mousa（2011年4月18日 - 、エンタ!371）
- AKB48神TV Season6（2011年6月26日・7月3日、家庭剧场）
- 微妙〜 （2011年10月6日 - 2月16日、ひかりTV）
- 原來如此！高校（2011年10月13日、日本電視台）
- タナブ倶楽部deどうでしょう（2012年4月2日 - 7月30日、琵琶湖放送）
- AKB48的你、是誰?（2012年5月3日 - 不定期演出、NOTTV）
- AKB48的真格挑戰（2012年9月7日 - ひかりTV）
- Mousa四姉妹（2013年2月16日、Enter371）

### 電視劇
- 馬路須加學園第1話·第2話·第5話·第7話 - 最終話（2010年1月8日·15日·2月5日 - 3月26日 、東京電視台） - 饰演 Jumbo
- 馬路須加學園2（2011年4月15日 - 7月1日 、東京電視台） - 饰演 Jumbo
- So long ! 第3夜（2013年2月13日、日本電視台） - 飾演 學生

### 舞台
- AKB歌劇団「∞·Infinity」（2009年10月30日 - 11月8日、THEATER G-ROSSO） - 饰演 女仆
- 鐵道員 （2013年2月7日-10日、日本橋公会堂） - 饰演 佳代

### Web
- あみなとニコニコ（2012年6月8日・22日 - niconico動画）

### 广播节目
- AKB48 明日までもうちょっと。（2010年6月28日、文化放送）
- AKB48の全力で聴かなきゃダメじゃん!!（2010年7月7日 - 、スターデジオ）

### 遊戲
- 萌麻雀入門!（2008年、Hudson PSP軟件） - 飾演 陸ヤン、叶ほずみ
- AKB 1/48 愛上偶像（2010年12月23日、NBGI）
- AKB 1/48 愛上偶像 in 關島（2011年10月6日、NBGI）
- AKB1/149 戀愛總選舉（PSP・PS Vita用、2012年12月20日預定、NBGI）

### 電影
- Angel 車椅子の夏（2012年2月26日、名古屋市立大学芸術工学部 映像研究室）[9]）

## 書籍

### 雑誌
- iモードで遊ぼう! Vol.34（2007年4月27日発売、メディアワークス）

### 日曆
- 田名部生来 2012年月曆（2011年11月19日、ハゴロモ）
- 桌面 AKB48-121 田名部生来日曆2013年（2012年12月7日、ハゴロモ）

## 外部連結
- （日語）AKB48官網個人介紹頁 （页面存档备份，存于）
- （日語）Mousa个人资料页
  - （日語）タナブ倶楽部
- （日語）田名部生来部落格「生っ来生来にしてあげる!っぐへ」 （页面存档备份，存于）
- （日語）田名部生来 Google+
- （日語）淡海の人　田名部生来さん／滋賀県
- （日語）滋賀県交通安全ふるさと大使（AKB48 チームK）田名部生来さん／滋賀県